# Василиса и Анастасија
Свете мученице Василиса и Анастасија су  хришћанске светитељке. Биле су Римљанке. За време владавине цара Нерона скупљале су посечена тела апостолских ученика и чесно их сахрањивале. Због тога су оптужене и бачене у тамницу, па после дугог мучења посечене.
Српска православна црква слави их 15. априла по црквеном, а 28. априла по грегоријанском календару.